# Park Góra Zamkowa w Cieszynie
Park na Górze Zamkowej w Cieszynie jest romantycznym parkiem powstałym z inicjatywy Karola Habsburga w latach 40. XIX wieku. 

## Historia
Decyzje o przebudowie Wzgórza Zamkowego podjęto po tym gdy mieszczący się na nim gród obronny został zniszczony w trakcie wojny trzydziestoletniej. Nie zachowało się zbyt wiele historycznych źródeł, które informowałyby o zagospodarowaniu terenów w obrębie zamku i przeznaczenia ich na tereny zielone. Plan zagospodarowania przestrzeni z 1836 r. informuje o tym, że na zamku górnym znajdował się ogród o nieregularnym kształcie z niewielkim placem w centrum i czterema ścieżkami od niego wybiegającymi. Pomiędzy dawnym zamkiem górnym i dolnym znajdował się drugi ogród o kształcie nieregularnego wieloboku. Karol Habsburg w 1837 r. polecił wysadzić pozostałości zamku górnego, a na ruinach zamku dolnego polecił wznieść zamek w stylu klasycystycznym, który był letnią rezydencją Habsburgów nazywanym Pałacem Myśliwskim Habsburgów. Park na Wzgórzu Zamkowym został zaprojektowany przez Józefa Kornhausla, który był nadwornym architektem dworu wiedeńskiego. W 1914 roku w północno-zachodniej części wzgórza, wzniesiono sztuczne ruiny, które miały na celu podkreślić romantyczny charakter założenia parkowego. Wśród drzew, które rosną na w Parku na Wzgórzu Zamkowym, osiem to pomniki przyrody. 

## Lista drzew i pomników przyrody
Spośród drzew i krzewów rosnących w parku, warto wymienić:
- wiązy szypułkowe (263 cm/22 m i 223 cm/19 m), pierwszy rośnie zaraz przy wejściu do parku po lewej stronie alejki, a drugi nieco wyżej, za murem od strony Olzy
- kasztanowce pospolite (397 cm/23 m i 380 cm/23 m) rosną obok siebie w dolnej części parku po prawej stronie ścieżki - pomniki przyrody
- jesiony wyniosłe (407 cm/25 m i 440 cm/ 23 m), jeden  rośnie w pobliżu budynku administracji Zamku Cieszyn - ul. Zamkowa 3B, drugi, dwupniowy, góruje ponad tarasem widokowym. Pozostałe jesiony rosną na skarpie poniżej Wieży Piastowskiej od strony browaru zamkowego (273 cm/19 m) i nad miejscem gdzie dawniej była powozownia, a gdzie obecnie pozostały tylko fragmenty murów (292 cm /21 m i 296 cm/21 m)
- graby pospolite, pierwszy (191 cm/19 m) rośnie w rozwidleniu alejki wiodącej od wejścia do Rotundy i Wieży Piastowskiej, a pozostałe (201 cm/19 m i 189 cm/19) w pobliżu sztucznych ruin
- tulipanowiec amerykański (187 cm/20 m) znajduje się w połowie drogi do tarasu widokowego, w pobliżu grabu pospolitego - pomnik przyrody
- cis pospolity odmiany Dovastona, zajmuje powierzchnię przeszło 100 m² (12,5 m średnicy korony/ 2,5 m)
- kasztanowce żółte - dwa okazy tego gatunku rosną w środkowej części parku, jeden (198 cm/18 m) przy pozostałościach przyziemia dawnych fortyfikacji grodowych nieopodal Rotundy, drugi (145+246 cm/20 m) na trawniku przed Wieżą Piastowską, na wysokości Rotundy - pomniki przyrody
- klon polny (194 cm/18 m), rośnie na szczycie skarpy przy alejce prowadzącej od tarasu widokowego do sztucznych ruin
- dereń jadalny (59 cm/9 m) - krze¬w rosnący przy alejce prowadzącej od tarasu widokowego do sztucznych ruin
- korkowce japońskie (11 cm/2,5 m i 27 cm/4 m), to okazy rosnące na skraju trawnika położonego na szczycie Góry Zamkowej
- klon pospolity (291 cm/22 m), rośnie przed wejściem do Wieży Piastowskiej
- lipy drobnolistne (306 cm/20 m i 298 cm/19 m), stojących w pobliżu Wieży Piastowskiej od strony browaru zamkowego klony jawory (381 cm/24 m, 249cm/19 m i 270 cm/20 m), trzy największe okazy rosną na skarpie od strony browaru
- brzoza papierowa (82 cm/11 m), rośnie w pobliżu kamiennych schodów prowadzących do Wieży Piastowskiej
- szupin chiński (28 cm/ 4,5 m), rośnie na skraju parku w pobliżu pomnikowego jesionu
- magnolia Soulange'a odmiany Aleksandry (58+44 cm/6 m), rośnie w dolnej części parku
- magnolia japońska (52+39+68 cm/6 m), rośnie za pomnikowymi kasztanowcami
- wierzba babilońska odmiany pogiętej (20 cm/3,5 m), rosnąca na wprost wejścia do parku, przy pomniku upamiętniającym Jana Kubisza
- miłorząb dwuklapowy odmiany kolumnowej - pomnik przyrody (165 cm/17 m), rośnie na terenie wewnętrznego dziedzińca budynku Zamku
- dęby szypułkowe formy stożkowatej (170 cm/18 m i 117 cm/17 m), rosną na terenie wewnętrznego dziedzińca budynku Zamku

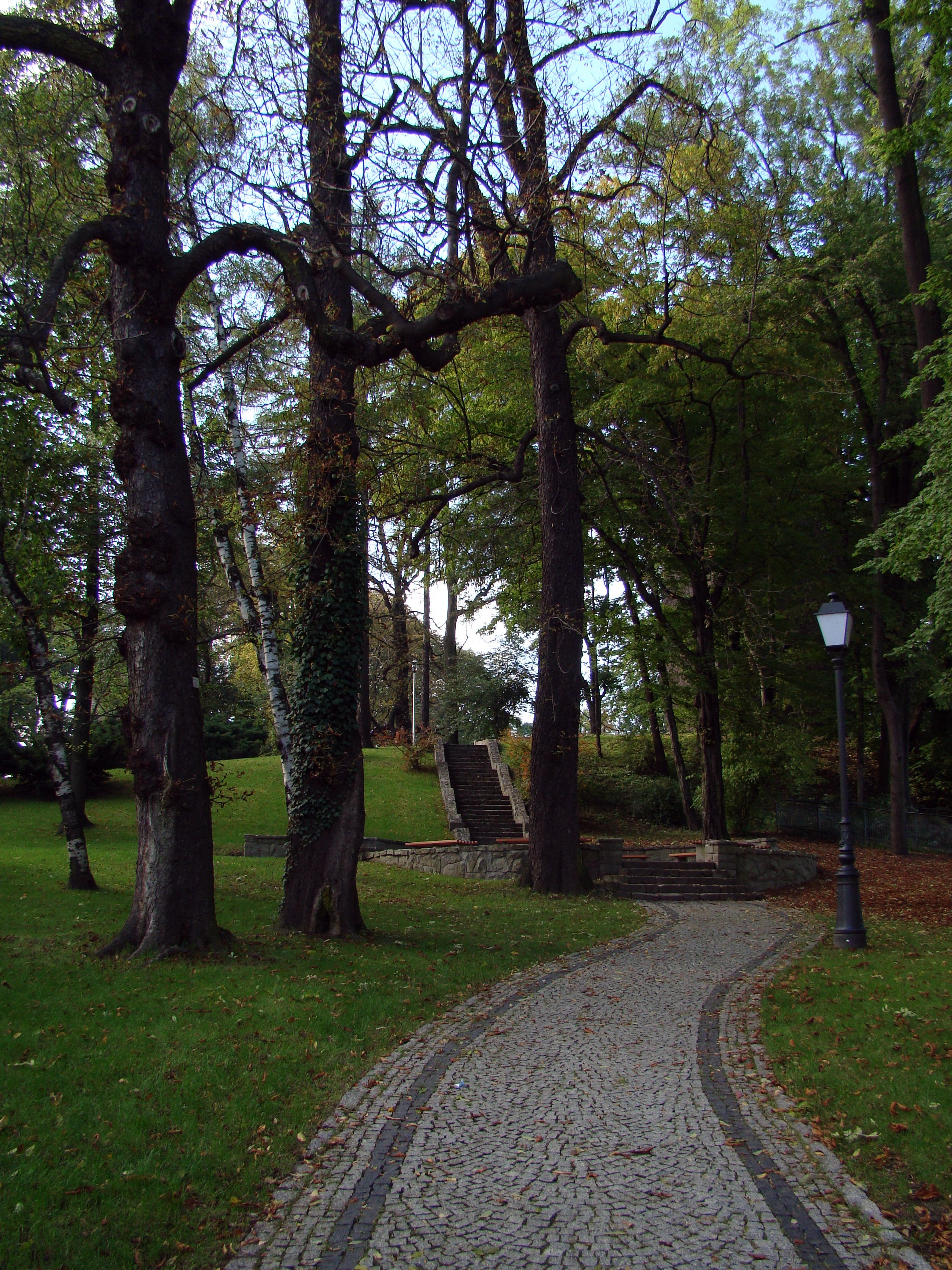
Widok od Szkoły Muzycznej
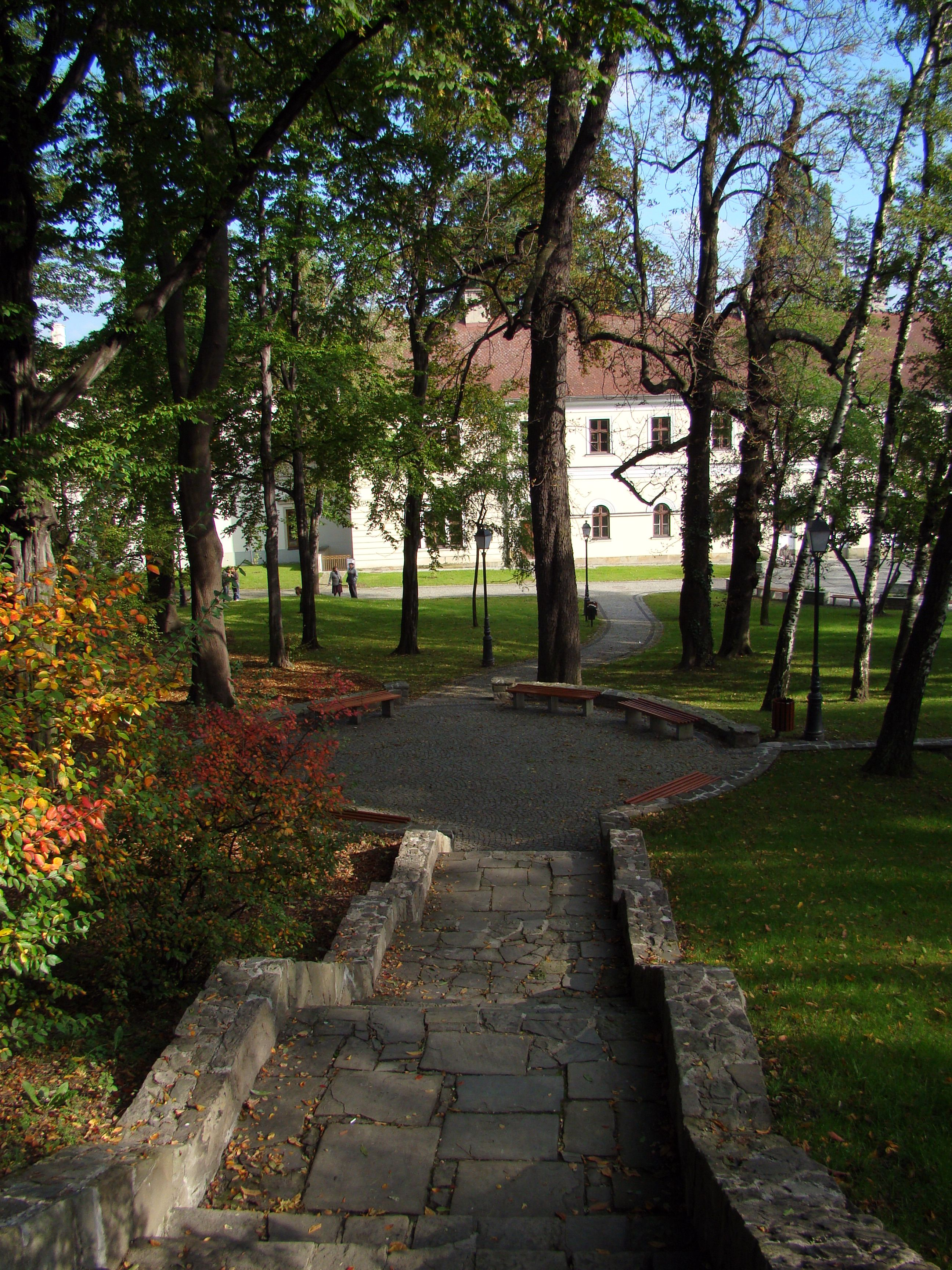
Widok ze schodów prowadzących do Wieży Piastowskiej
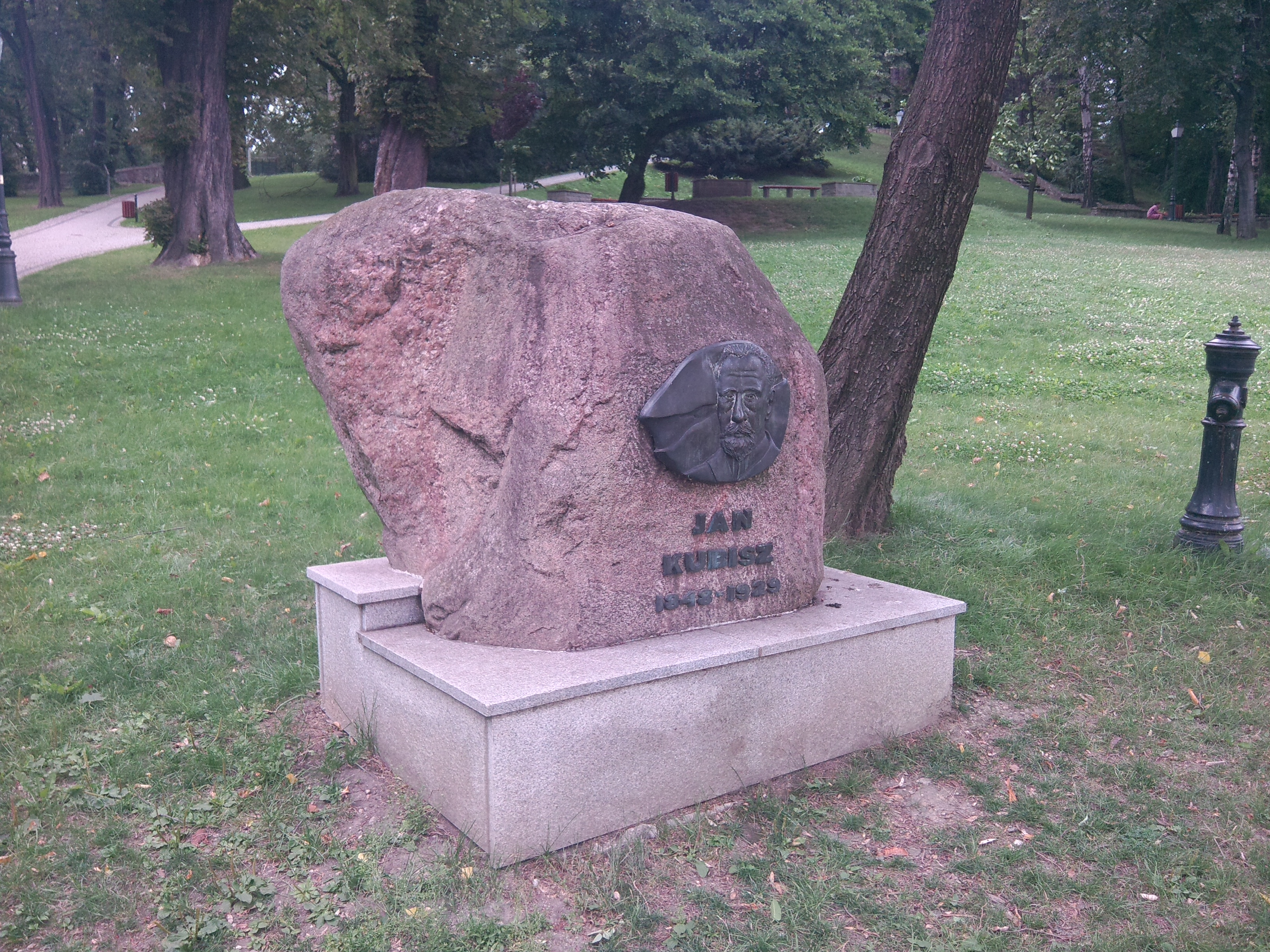
Pomnik Jana Kubisza
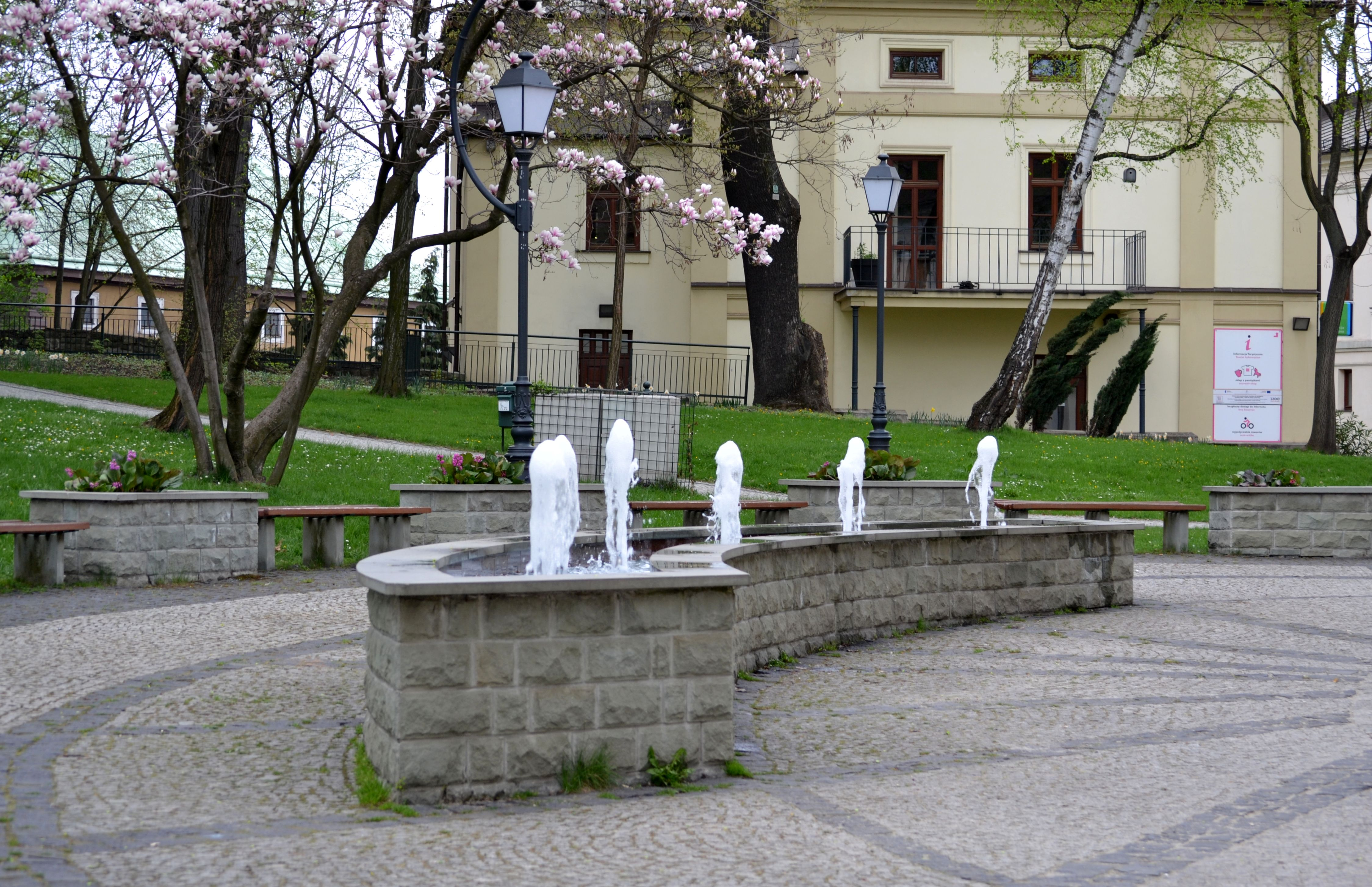
Fontanna i magnolia Soulange'a
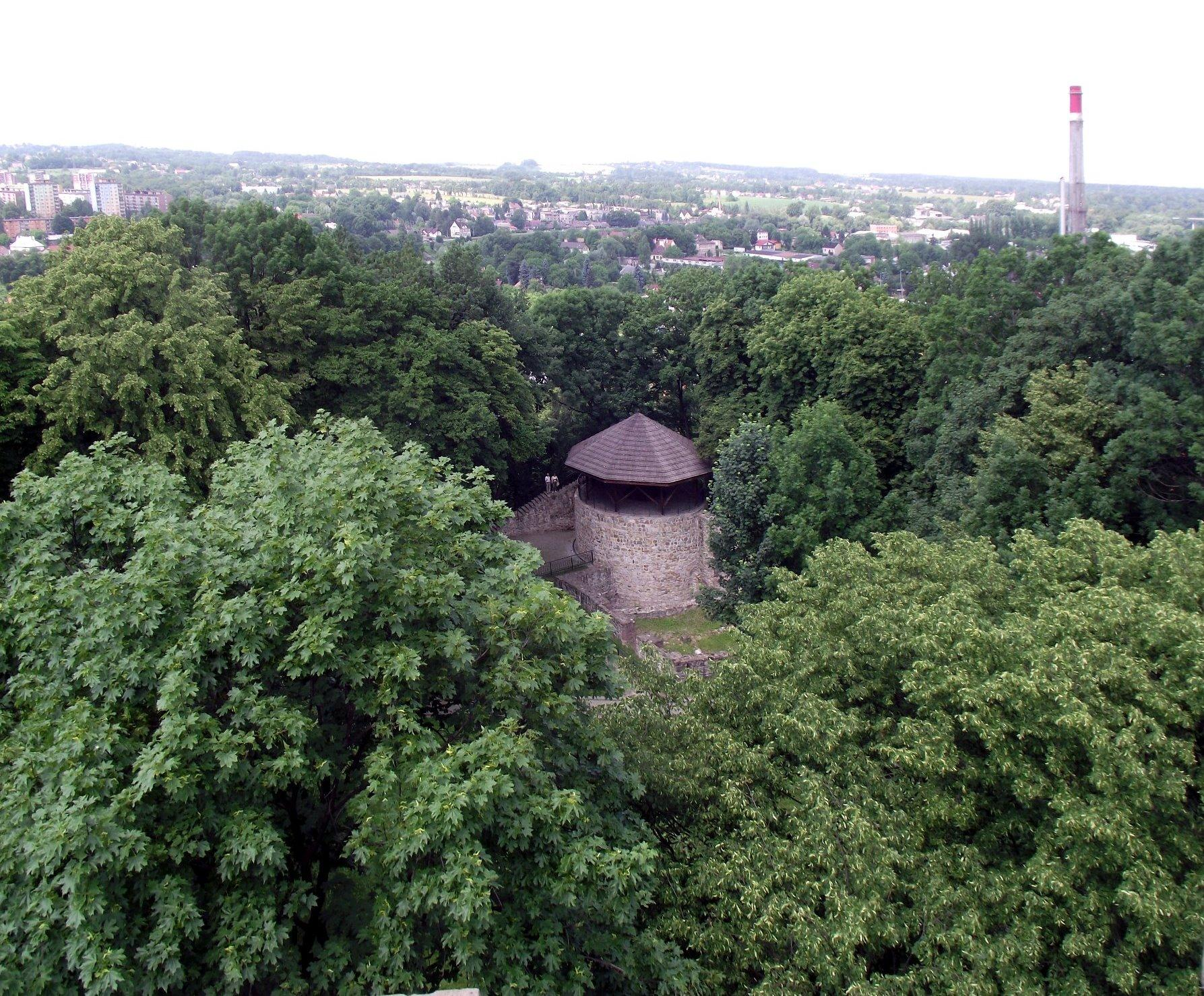
Wieża Ostatecznej Obrony, część zachodnia parku
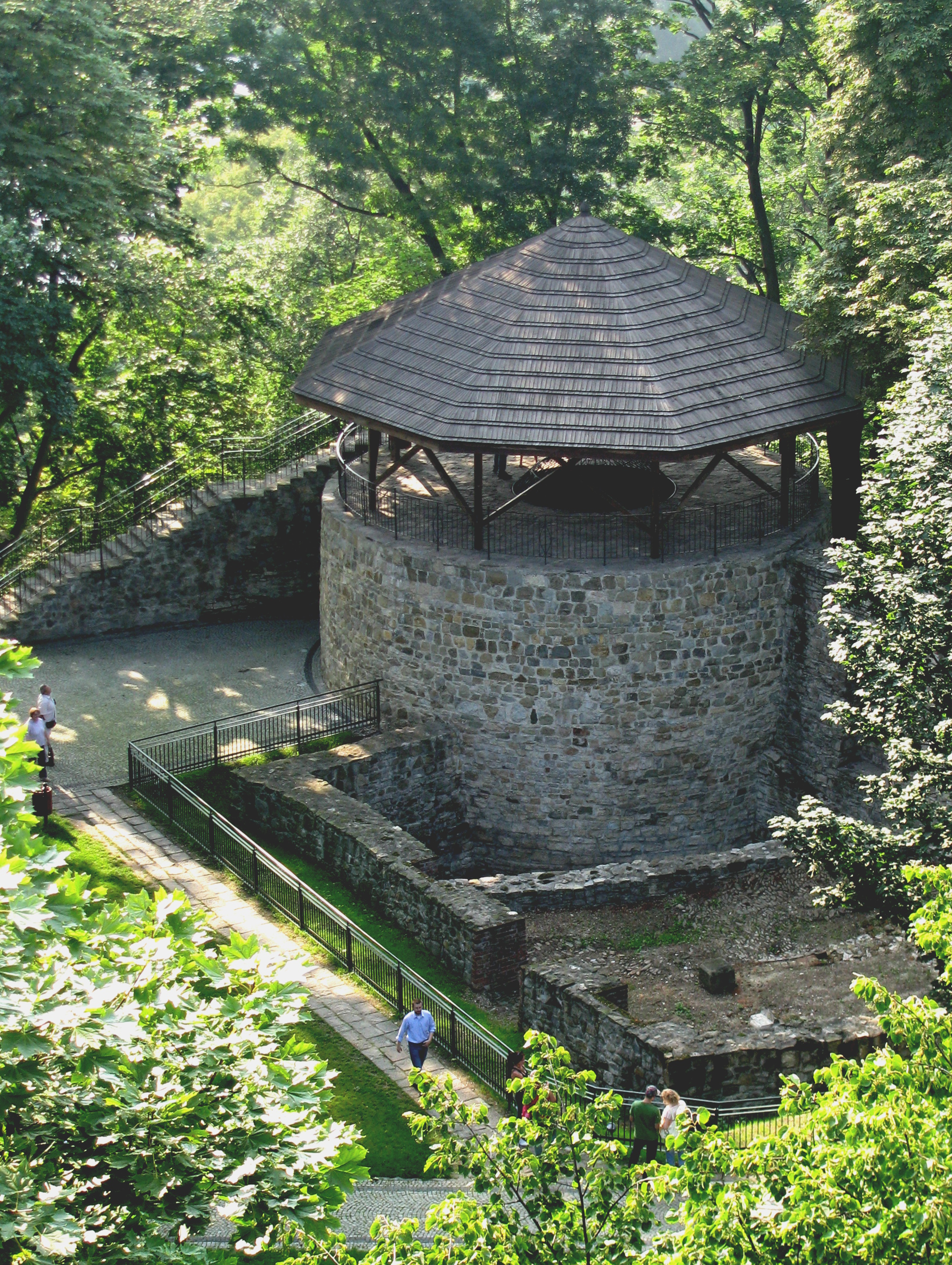
Wieża Ostatecznej Obrony i sztuczne ruiny
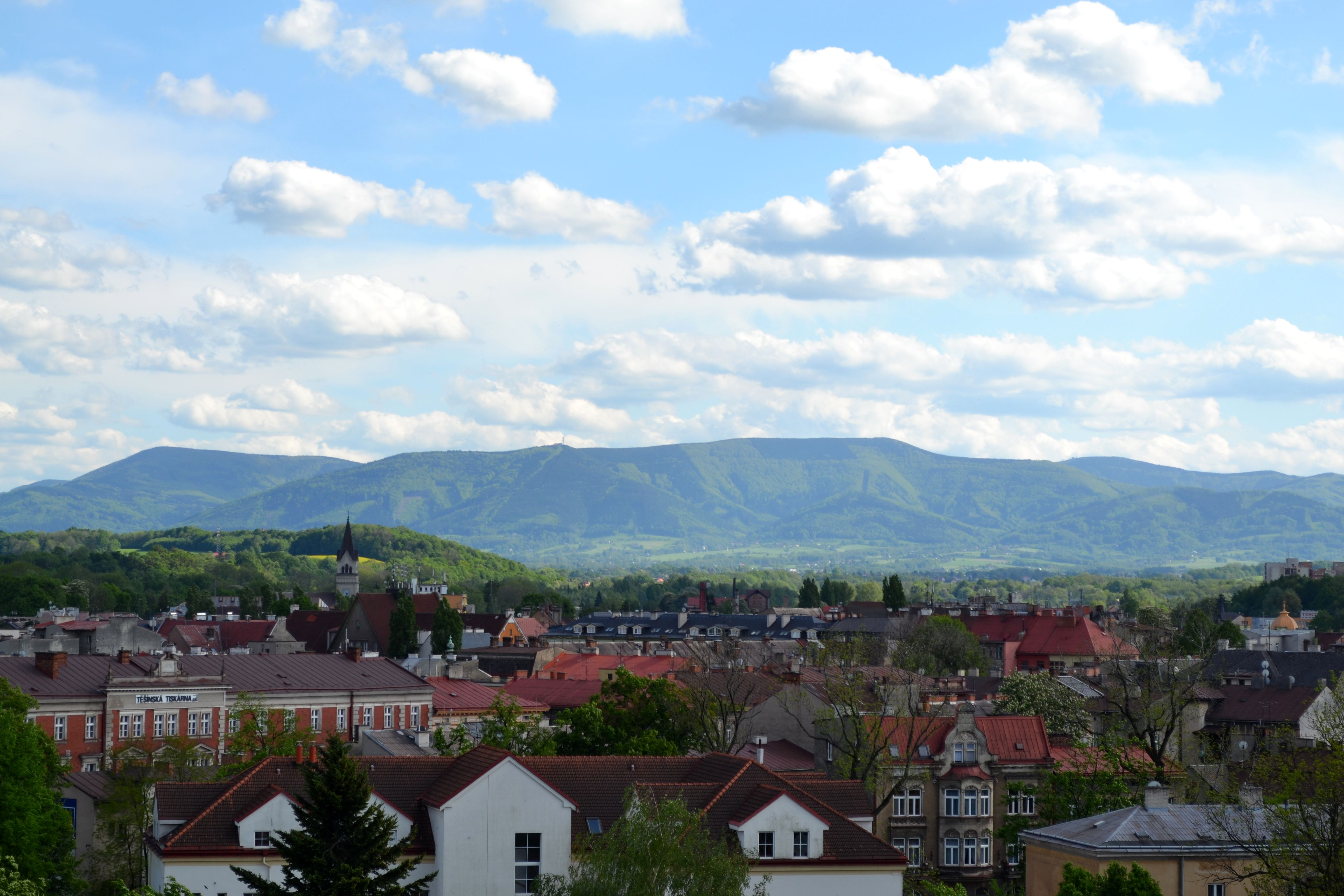
Widok (na Czeski Cieszyn i Beskid Cieszyński) z tarasu widokowego mieszczącego się południowo-zachodniej części parku